# Otto Rahn
Otto Rahn (Michelstadt, 18 febbraio 1904 – Söll, 13 marzo 1939) è stato uno storico tedesco ricercatore specializzato nella storia medievale e un ufficiale delle SS.

## Biografia
Otto Rahn fin da giovane sviluppa una passione particolare per i trovatori provenzali, partendo da Guiot de Provins, leggendario poeta francese che secondo Wolfram von Eschenbach sarebbe servito da base per il suo Parzival. Rahn, attraverso studi sulla poesia trobadorica, arriva agilmente all'affascinante Occitania e, attraverso l’amore per il Medioevo cortese e per la spiritualità di quel passato perduto, incontra fatalmente i Catari e la loro tragica epopea, culminata nella terribile repressione dei crociati pontifici, che avrà come teatro finale proprio la fortezza di Montségur, luogo che Rahn stesso identificherà come l’ultima dimora del Graal (è doveroso ricordare che quello tra Catari e Graal era un sentiero di ricerca già ipotizzato da altri studiosi, tra i quali ricordiamo Antonin Gadal). Dal 1929 inizia ad esplorare, dopo un soggiorno bohemienne a Parigi, la Linguadoca e a condurre le proprie personali ricerche attorno alla fortezza di Montségur e in caverne della zona pirenaica, come quella di Lombrives, dove rinviene interessanti graffiti, tra i quali ci sarebbero anche disegni rudimentali di alcune forme di calici. Tutto dentro ed attorno a lui sembra convergere verso il suo credo: i "puri" avrebbero nascosto il Sacro Calice dopo la sconfitta finale, l’obiettivo era riuscire a localizzarlo. 
Tornato in Germania, Rahn scrive il suo resoconto personale sull'esperienza francese, Crociata contro il Graal, del 1933, opera che ottiene un discreto successo e non tarderà ad entrare nella sfera di interesse del nuovo regime appena salito al potere, in particolare, come intuibile, nel personale pantheon di Heinrich Himmler, notoriamente orientato alla ricerca di reperti leggendari e attratto dall'occulto. Affascinato dagli studi di Rahn, Himmler, prima lo colloca come civile presso un ufficio di ricerca dell’Ahnenerbe (dove sembra che lo stesso Karl Maria Wiligut lo mettesse in evidenza presso le alte sfere) e poi, nel 1936, lo fa entrare ufficialmente nelle SS col grado di Unterscharfuhrer. Nello stesso anno partecipa ad una missione di ricerca delle SS in Islanda, che avrebbe dovuto rinvenire tracce del culto di Odino e Thor in alcune caverne, ma il tutto risulta deludente e non dà i risultati sperati. Il 1937 è un anno cruciale, dà alle stampe il libro che Himmler stesso gli commissiona tempo prima, già durante il loro primo incontro a Berlino, il controverso La Corte di Lucifero, libro che, a quanto riportato da diverse fonti, sarebbe stato rimaneggiato dai censori delle SS con passaggi chiaramente antisemiti che lo stesso Rahn avrebbe dovuto accettare, anche se non è chiaro né confermato. Di certo il secondo libro fu messo assieme contro voglia, riordinando gli appunti di viaggio scritti durante le sue peregrinazioni tra Francia, Spagna e Italia (soprattutto ma non solo) degli anni precedenti e, principalmente, fu scritto per compiacere quello che era divenuto il suo capo supremo, il Reichsfuhrer delle SS. Purtroppo per lui erano in atto lotte per la supremazia interna ai vertici del partito ed alcune illazioni sul suo conto, (omosessualità, poi confermata dalla sua corrispondenza, e presunte origini ebraiche da parte di madre, ipotesi smentita dal biografo Hans-Jurgen Lange, che ha intervistato gli stessi eredi di Rahn) unite all'abuso di alcool e alla scarsa disciplina militare, lo portano ad un regime "punitivo" che prevede un periodo di servizio presso i lager di Dachau prima e Buchenwald poi, esperienze che lo segnano e aggravano il suo stato ansioso. 
Alla fine del 1938, preoccupato del fatto che ormai fosse sorvegliato nottetempo dalla Gestapo (notizia mai confermata) e affranto nonché minato a livello nervoso, chiede le dimissioni formali dalle SS, Himmler risponde con un semplice "Sì". Da questo punto in poi, la storia si mescola con la leggenda, come sempre accade a figure di questo genere.
Il 13 marzo del 1939 viene visto da due ragazzini di una fattoria presso il villaggio di Söll, nel Tirolo austriaco, mentre cammina lungo i sentieri innevati, solo e apparentemente senza meta; il suo corpo viene scoperto l’11 aprile 1939 dai medesimi ragazzini, il rapporto della gendarmeria dice che la morte avvenuta ufficialmente per un suicidio attraverso ipotermia, accanto al corpo c'erano due fiale di medicinali, probabilmente sonniferi. Sui perché di questo gesto ci si è interrogati e si continuerà certo a farlo, dall'induzione al suicidio da parte di Himmler, (considerato il fatto che non era moralmente possibile dimettersi dall'Ordine Nero), fino al crollo nervoso della vittima per una lunga serie di vicissitudini all'interno di un sistema nel quale non si riconosceva e dal quale, nella sostanza, si sentiva intrappolato e spiritualmente distante. Voci incontrollate e palesemente al limite della fiction, parlarono addirittura di una morte inscenata per porre fine alle dicerie ingombranti sul suo conto e di una nuova identità (ipotesi riportata anche in Hitler e il nazismo magico, di Giorgio Galli). 
Al netto di tutto questo, rimane nella memoria la figura di un moderno Templare, una sorta di cavaliere romantico e sognatore che intrecciò il suo destino con forze decisamente fuori dalla sua portata, la fusione di tutto questo lo portò, verosimilmente, a mettere in atto una sorta di "suicidio cataro" o endura, scrisse infatti nel suo primo libro: “La loro dottrina permetteva, come quella dei Druidi, il suicidio; tuttavia esso esigeva che si mettesse fine alla propria vita non per stanchezza di vivere, per paura o per dolore, ma in uno stato di perfetto distacco dalla materia. Questo tipo di Endura era permesso quando veniva effettuato in una visione momentanea e mistica della Bellezza e della Bontà divina. […] l’ultimo atto dell’annientamento della carne richiede eroismo. La concatenazione non è affatto così crudele come sembra.” (Crociata contro il Graal, pp. 204-205).
Rahn sarebbe anche stato una delle fonti di ispirazione per due film della serie Indiana Jones: l'idea dei nazisti alla ricerca dell'Arca dell'Alleanza e del Santo Graal, sembra sia stata sviluppata sulla vita di questo archeologo e ricercatore tedesco, anche se Lucas e Spielberg hanno sempre formalmente negato.

## Opere
- (DE) Kreuzzug gegen den Gral. Die Geschichte der Albigenser, Broschiert, 1933, ISBN 3-934291-27-9. Trad. italiana: Crociata contro il Graal, AGA Edizioni, 2014 (V ed. riveduta, corretta e ampliata),  ISBN 978-8898809110
- (DE) Luzifers Hofgesind, eine Reise zu den guten Geistern Europas, 1937, ISBN 3-934291-19-8. Trad. italiana: La Corte di Lucifero - Un viaggio insieme agli spiriti buoni dell'Europa, AGA Editrice, 2016 (III ed. riveduta, corretta e ampliata), ISBN 9788898-809318

## Filmografia
- The Secret Glory (2001) - V. anche l'articolo The Secret Glory (Rel. 2001).